# Palatul Klungkung
Palatul Klungkung, oficial Puri Agung Semarapura, este un complex de clădiri istorice situat în Semarapura, capitala regiunii Klungkung din Bali, Indonezia. Palatul (puri) a fost ridicat la sfârșitul secolului al XVII-lea, dar a fost distrus în mare parte în timpul cuceririi coloniale olandeze în 1908. Astăzi, rămășițele de bază ale palatului sunt curtea de justiție, Pavilionul Kertha Gosa și poarta principală care poartă data Saka 1622 (1700 d.Hr.). În interiorul vechiului palat se află, de asemenea, un pavilion plutitor, Bale Kembang. Descendenții rajahilor care au domnit peste Klungkung trăiesc astăzi în Puri Agung, o reședință la vest de vechiul palat, construită după 1929.

## Originile palatului

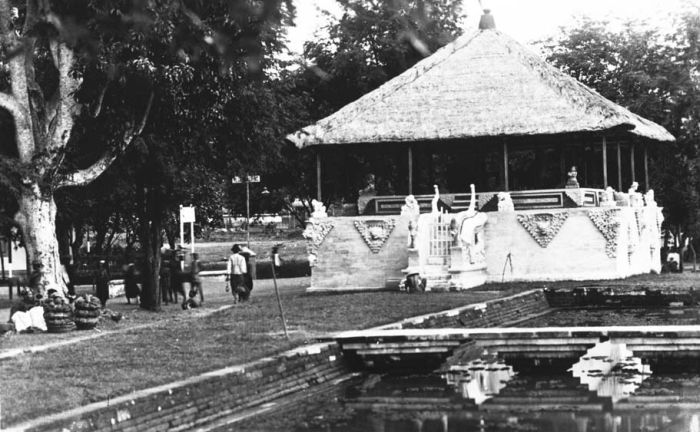
Sala de adunare a palatului, anii 1930

Regatul Klungkung a fost considerat cel mai mare și cel mai important dintre cele nouă regate din Bali de la sfârșitul secolului al XVII-lea până în 1908. A fost moștenitorul vechiului regat Gelgel, care domină insula de mult timp, dar care s-a desființat la sfârșitul secolului al XVII-lea. În 1686 (sau 1710, după alte surse), Dewa Agung Jambe I, un prinț descendent din vechii rajahi de Gelgel, s-a mutat la Klungkung (cunoscut și ca Semarapura) și a construit un nou palat sau puri. Deși nu avea prerogativele strămoșilor săi Gelgel, noul palat a menținut un anumit prestigiu pe insula fragmentată politic. Palatul a fost construit în formă pătrată, fiecare latură având aproximativ 150 de metri, cu poarta principală aflată spre nord. A fost împărțită în mai multe blocuri cu diferite funcții ritualice și practice. Complexul a prezentat un simbolism profund conform unui model structural fix.

## Kerta Gosa
Orașul era cunoscut atunci pentru artă, pictură, dans și muzică. La sfârșitul secolului al XVIII-lea, Pavilionul Kerta Gosa, sala de justiție, a fost ridicat în colțul nord-estic al complexului palatului. Acesta reprezenta stilul de arhitectură și pictura Klungkung. Deoarece Kerta Gosa era curtea înaltului rege al Bali, cazurile de pe insulă care nu puteau fi soluționate erau transferate pe acest sit. Trei preoți brahmani prezidau curtea. Condamnații (precum și vizitatorii de astăzi) puteau vizualiza plafonul care descria diferite pedepse în viața de apoi, rezultatele karmelor, în timp ce își așteptau condamnările. Picturile de pe tavan din Kerta Gosa sunt exemple remarcabile ale stilului Kamasan (sau Wayang). Picturile au fost inițial realizate la mijlocul secolului al XIX-lea și reînnoite în 1918, 1933 și 1963, cu unele secțiuni reparate în anii 1980 și 1990. Artiști importanți din satul Kamasan, cum ar fi Kaki Rambut, Pan Seken, Mangku Mura și Nyoman Mandra, au fost responsabili de reparațiile din secolul al XX-lea. Picturile principale descriu povestea lui Bima în rai și iad, iar alte povești descrise sunt Tantri, povestea lui Garuda și scene care prevesteau cutremurele.

## Istoria timpurie
Descendenții primului rege, Dewa Agung Jambe (1686 - 1722), au domnit mai mult de două secole. Ei erau dintotdeauna cunoscuți cu titlul Dewa Agung. Dewa Agung Gede alias Surawirya (1722 - 1736) s-a aliat cu regele influent al Mengwi și a efectuat o expediție în Java împreună cu el. După moartea sa din 1736, au izbucnit lupte interne între cei doi fii ai lui: Dewa Agung Gede (Jr.) și Dewa Agung Made. Primul a apelat la ajutorul regatului Karangasem, dar a fost învins. Învingătorul Dewa Agung Made a fost urmat de un fiu bolnav psihic, Dewa Agung Sakti (înainte de sfârșitul secolului al XVIII-lea). Soția lui a fugit la Karangasem, unde și-a fost crescut fiul, Dewa Agung Putra. Spre sfârșitul secolului al XVIII-lea, ajutoarele acestuia din Karangasem l-au urcat pe tronul Klungkung. Dewa Agung Putra pare să fi fost un lider puternic, dar a murit într-un război minor în Bangli în 1809. A avut un fiu, Dewa Agung Putra al II-lea (1814-1850), și o fiică și co-regent, Dewa Agung Istri Kanya.

## Amestecul olandez
Împreună cu ceilalți rajahi din Bali, Dewa Agung Putra al II-lea a semnat un contract cu autoritățile coloniale olandeze în 1843, însă interpretările variate ale contractului au dus în curând la conflicte. Acesta a fost contextul celor trei expediții militare olandeze din 1846, 1848 și 1849. Ultima dintre aceste expediții a invadat teritoriul Klungkung. Regina Dewa Agung Istri Kanya a luptat împotriva olandezilor, iar aceasta a fost urmată de o reconciliere generală intre rajahii din Bali și autoritățile olandeze. În următoarele decenii regatul a fost condus de un nepot al lui Dewa Agung Sakti, Dewa Agung Putra al III-lea (1851-1903). El a fost un lider activist care a intervenit în treburile celorlalte regate din sudul Baliniei, care erau încă numai nominal legate de Indiile de est olandeze. În 1885 l-a închis pe rajahul Gianyar, iar în 1891 a fost responsabil pentru distrugerea regatului Mengwi. După 1900, prezența olandeză s-a făcut din ce în ce mai simțită în sudul Bali. În această situație, Dewa Agung Putra al III-lea a murit și a fost urmat de fiul său Dewa Agung Jambe al II-lea (1903-1908). El a luat o atitudine sfidătoare împotriva colonialismului uzurpator.

## Căderea Klungkung

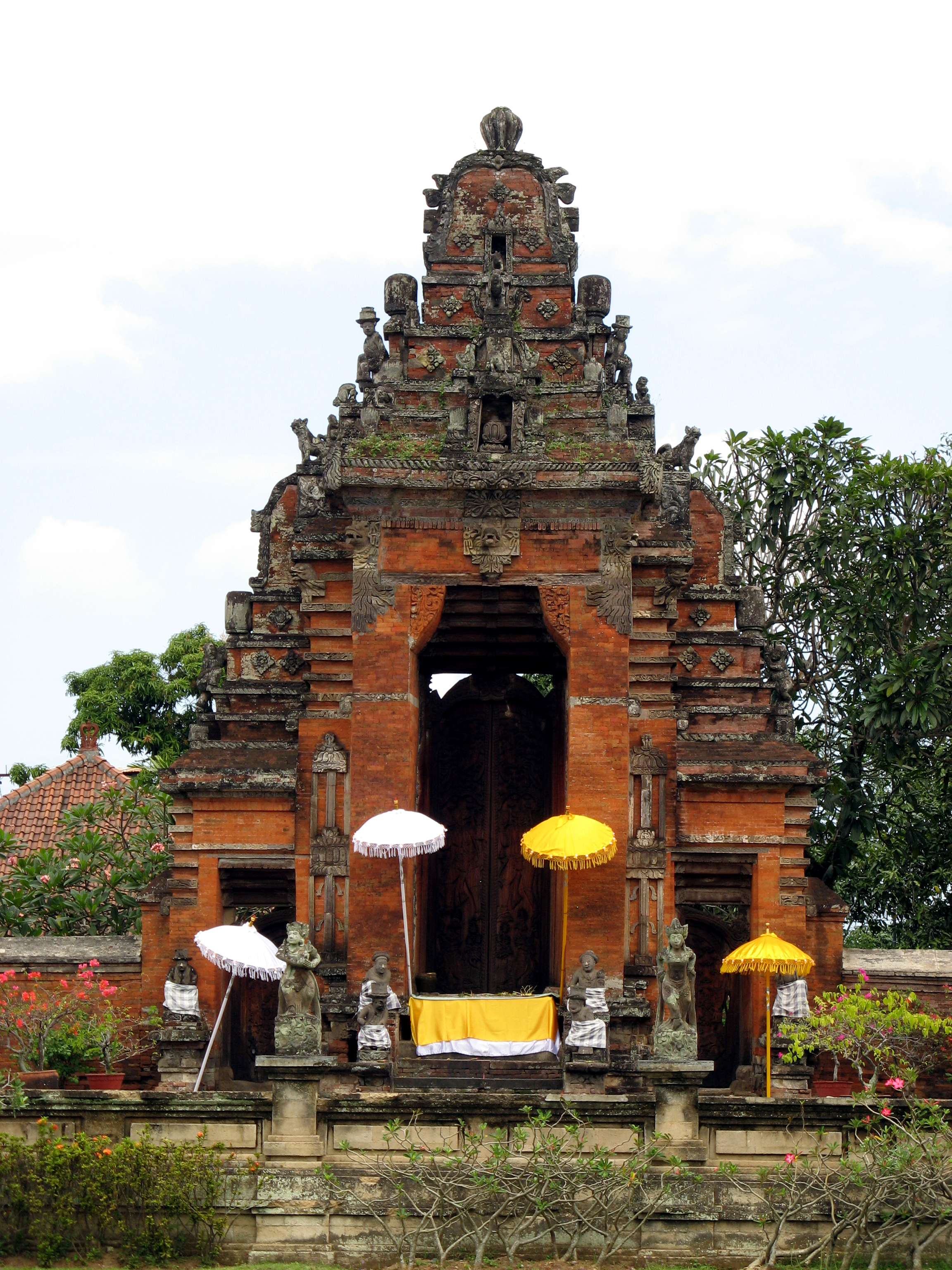
Una dintre porțile palatului

Un incident, și anume presupusa jefuire a corabiei Sri Kumala în 1904, a dus la o nouă campanie militară olandeză în 1906. Trupele coloniale au capturat Badung după un atac sinucigaș asupra invadatorilor, așa-numitul puputan („încheierea”). Doi ani mai târziu, într-un mod similar, un incident din Gelgel din apropiere a declanșat o expediție colonială punitivă asupra Klungkung. Elita locală din Bali a ales să se opună olandezilor. Dewa Agung Jambe al II-lea, membrii dinastiei sale și cei care-i păzeau, s-au întors din palat și s-au angajat într-un puputan. Lupta, care a avut loc la 18 aprilie 1908, a continuat până la moartea ultimului dintre combatanți, printre care erau femei și copii.
După puputan, membrii supraviețuitori ai familiei regale au fost exilați, iar palatul a fost în mare parte distrus. În 1929 familiei i s-a permis să se întoarcă și să se stabilească în noua Puri Agung. Astăzi, istoria Klungkung și a puputan sunt comemorate într-un muzeu nu departe de rămășițele palatului. La nord de palat, a fost ridicat un monument în memoria incidentului puputan.